# 断桥河
断桥河，位于中国贵州省关岭布依族苗族自治县境内，是坝陵河右岸支流，发源于关岭县永宁镇养马洞，东南流至关索镇岭岗村南转东北流，伏流1千米后，经关岭县断桥镇汇入坝陵河。河长32千米，集水面积269平方千米，落差764米。